# Садовик
Са́довик (болг. Садовик) — село в Перницькій області Болгарії. Входить до складу общини Брезник.

## Населення
За даними перепису населення 2011 року у селі проживали 116 осіб, з них 115 осіб (99,1%) — болгари.
Розподіл населення за віком у 2011 році:
Динаміка населення: